# Giuseppe Primoli
Giuseppe Napoleone Primoli (Roma, 2 maggio 1851 – Roma, 13 giugno 1927) è stato un collezionista d'arte italiano, bibliofilo e pioniere della fotografia a Roma.

## Biografia
Nacque da Pietro Primoli, conte di Foglia (1820-1883), e da sua moglie Carlotta Onorina Giuseppina Paolina Bonaparte (1832-1901), figlia di Carlo Luciano Bonaparte e di Zénaïde Bonaparte, tra loro cugini in quanto figli di due dei fratelli di Napoleone I, rispettivamente Luciano Bonaparte (1775-1840) e Giuseppe Bonaparte (1768-1844). In famiglia e dagli amici era soprannominato Gégé.
Visse a Parigi durante il Secondo Impero, tra il 1853 e il 1870, e a Parigi entrò in contatto con gli ambienti culturali, artistici e mondani che ruotavano intorno al salotto della prozia Matilde Bonaparte. In particolare, strinse amicizia con Guy de Maupassant, Alexandre Dumas figlio, Sarah Bernhardt, e Théophile Gautier che contribuì non poco alla formazione del suo gusto, per la letteratura e per gli oggetti rari e preziosi.
Trascorse poi lunghi periodi tra Parigi e Roma, infine stabilì a Roma la sua residenza, nel Palazzo Primoli, affacciato sull'attuale via Zanardelli, di proprietà della sua famiglia sin dagli anni Venti dell'Ottocento. In Italia strinse amicizia con Arrigo Boito, Giuseppe Giacosa, Matilde Serao, Gabriele D'Annunzio, Enrico Nencioni.
In seguito alla sistemazione degli argini del Tevere e alla costruzione dei Muraglioni, Palazzo Primoli andò incontro a lavori di ingrandimento e ammodernamento (1904-1911) che gli conferirono l'aspetto attuale. Qui, Giuseppe Primoli raccolse la collezione di oggetti legati alla storia pubblica e privata della famiglia Bonaparte, la biblioteca ricca di libri di autori francesi e italiani, molti dei quali con dedica autografa, l'archivio contenente migliaia di lettere, l'archivio fotografico con le lastre e le foto sviluppate. Le sue collezioni oggi sono divise tra il Museo Napoleonico di Roma e la Fondazione Primoli.

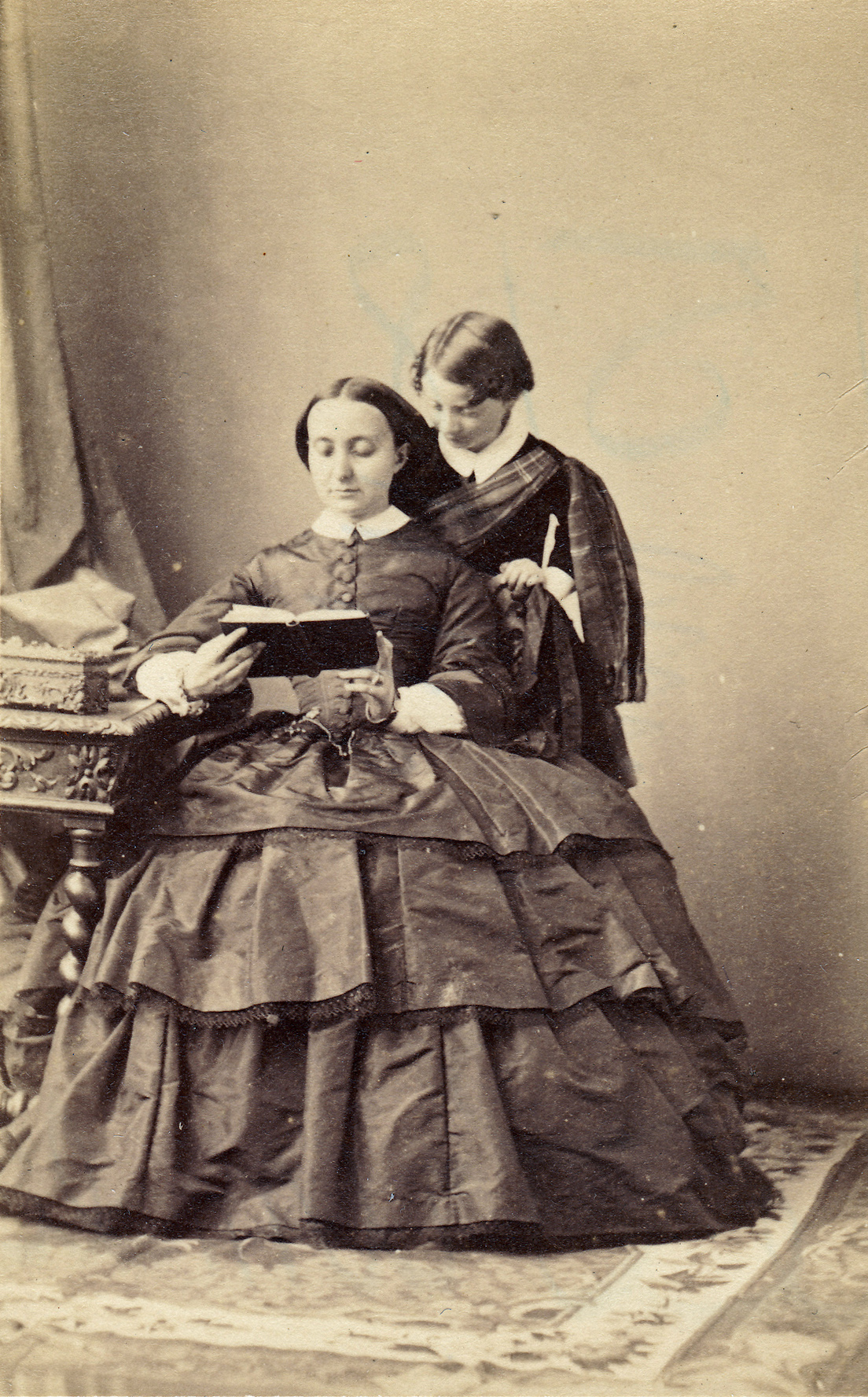
Giuseppe Primoli e sua madre, Carlotta Bonaparte, nel 1859

Negli ultimi decenni dell'Ottocento, Giuseppe Primoli sviluppò infatti la passione per la fotografia, condivisa con il fratello Luigi Primoli (1858-1925) e con il cugino Placido Gabrielli, producendo più di 15.000 esemplari, molti inediti. È oggi considerato tra i più dotati fotografi della sua generazione. Sapeva anche cogliere immagini istantanee, all'aperto.
Per testamento istituì la Fondazione Primoli, che gestisce la Biblioteca, l'Archivio e il Gabinetto Fotografico. La collezione di oggetti e documenti napoleonici, oggi patrimonio del Museo Napoleonico, fu invece donata alla municipalità di Roma.
Giuseppe Primoli morì il 13 giugno 1927 e fu seppellito nel cimitero del Verano.